# María Antonia Zorraquino
María Antonia Zorraquino (Zaragoza, 29 de marzo de 1904-22 de noviembre de 1993) fue una investigadora y química española.

## Biografía
Su familia poseía una fábrica de chocolate y su padre estaba a favor de la educación de las mujeres. María Antonia asistió, desde los tres años, al Colegio Superior para Señoritas, donde aprendió, entre otras materias, francés y matemáticas. Tras el paso por otras escuelas, acabó haciendo el bachillerato en el Instituto General y Técnico de Zaragoza.
Inicialmente le interesaban más las ciencias pero cuando miró a través del microscopio en el laboratorio del doctor Rocasolano, amigo de su padre, tuvo claro que quería estudiar química, como explicó en una entrevista
Se doctoró en 1930 en la Facultad de Ciencias de la Universidad de Zaragoza con la tesis «Investigaciones sobre estabilidad y carga eléctrica de los coloides» y era la única mujer de su promoción que tenía veintitrés varones.
Desarrolló su trabajo en el Laboratorio de Investigaciones Bioquímicas bajo la dirección de Gregorio Rocasolano. En 1931 se casó con Juan Martín Sauras, catedrático de Química en la Universidad de Zaragoza, con quien tuvo tres hijos: Juan, que nació en 1932, María del Pilar, nació y falleció en 1933 y M.ª Antonia que nació en 1948 y es catedrática de Lengua Española en la Universidad de Zaragoza. A pesar de que le habría gustado seguir con su trabajo en el Laboratorio de Química, su marido no consideró apropiado que una mujer casada trabajara fuera de su casa. Murió el 22 de noviembre de 1993.